# Rafael Aranda
Rafael Aranda Quiles (Olot (Gerona) 12 de mayo de 1961- ) es un arquitecto español, que forma parte del estudio de arquitectura RCR Arquitectes, junto a Ramón Vilalta y Carme Pigem.

## Biografía
En 1987 obtiene el título de Arquitecto por la ETSA Vallés. En 1987 funda el estudio RCR Arquitectes junto a junto a Ramón Vilalta y Carme Pigem.